# Enrique Granell
Enrique Granell Trias (Barcelona 1955) es arquitecto y profesor de Historia del arte y de la arquitectura en la ETSAB adscrita a la UPC y en la ETSAV. Varios textos suyos han sido publicados en las revistas: Carrer de la ciutat, Insula, Rey lagarto, Dyonisos, Arquitecturas bis, Casabella, Turia, Hablar de poesía, L'avenç, Lateral, Diseño interior, CAU y Quaderns así como en catálogos de exposiciones y actas de congresos.

## Exposiciones comisariadas
- Mundo de Juan-Eduardo Cirlot. Valencia. IVAM. 1996
- Juan Navarro Baldeweg. Valencia. IVAM. 1999
- Dau al set. Barcelona. Macba. 2000[2]
- AC. La revista del Gatepac. 1931-1937. MNCARS. 2005[3]
- La habitación imaginaria de Juan Eduardo Cirlot. Centre d’Art Santa Mònica 2011[4]

## Libros publicados
- Granell, Enrique (1994). Bankinter, 1972-1977. Ramón Bescós, Rafael Moneo. Almería: Archivos de arquitectura.
- Granell, Enrique (2005). Praga Apache. Oviedo: Universidad de Oviedo.
- Granell, Enrique (2006). Lluis Domènech i Montaner. Viatges per l’arquitectura romànica. Barcelona: COAC.
- Granell, Enrique (2012). Col·legi d’Arquitectes de Catalunya 1874-1962. Barcelona: COAC.

## Libros editados
- En la llama, poesía completa de Juan-Eduardo Cirlot 1943-1959. Madrid: Siruela. 2005.
- Teige, Karel (2008). Anti-Corbusier. Barcelona: ETSAB.

## Premios
Como arquitecto fue finalista de los premios FAD de arquitectura en 1982 y finalista de la  Biennale de Venezia en 1985.